# مواد با ساختار چندلایه در مقیاس نانومتری
مواد با ساختار چندلایه در مقیاس نانومتری توجه زیادی را در علم مواد به خود جلب کرده‌اند به دلیل خواص منحصر به فردشان و پتانسیل آنها برای پیشرفت‌های تکنولوژیکی متعدد. توانایی طراحی و ساخت مواد در این مقیاس‌های کوچک، امکان ایجاد خواص جدیدی را فراهم می‌کند که در مواد درشت‌تر یافت نمی‌شود. این خواص عمدتاً ناشی از تعامل میان لایه‌ها هستند که می‌توانند به گونه‌ای مهندسی شوند که ویژگی‌هایی خاص مانند تقویت استحکام، هدایت الکتریکی یا مغناطیس ایجاد کنند. مواد چندلایه در مقیاس نانومتری بخش مهمی از پیشرفت‌های تکنولوژی‌های مدرن مانند باتری‌های نسل جدید، حافظه‌های غیر فرار و سایر دستگاه‌های الکترونیکی و فوتونیکی به شمار می‌روند.
تعریف و اصول
در مقیاس نانومتری، یک ماده چندلایه شامل چندین لایه نازک از مواد مختلف است که ضخامت آنها معمولاً از چند نانومتر تا ده‌ها نانومتر متغیر است. این لایه‌ها به‌صورت روی‌هم قرار می‌گیرند و خواص آنها نه تنها به ویژگی‌های حجمی مواد فردی بستگی دارد، بلکه به تعاملات بین لایه‌ها نیز وابسته است. خواص مواد چندلایه در این مقیاس می‌تواند به‌طور قابل توجهی با خواص مواد درشت تفاوت داشته باشد، زیرا پدیده‌هایی مانند اثرات کوانتومی، تعاملات سطحی و حبس الکترون‌ها و فونون‌ها نقش دارند.
طراحی این مواد اغلب شامل انتخاب دقیق مواد با خواص مکمل است. به‌عنوان مثال، یک ساختار چندلایه ممکن است شامل لایه‌های فلزی و عایقی متناوب باشد که لایه‌های فلزی هدایت الکتریکی بالایی فراهم می‌کنند، در حالی که لایه‌های عایقی می‌توانند استحکام مکانیکی یا جداسازی الکتریکی را فراهم کنند.
روش‌های ساخت
ساخت مواد چندلایه نانومتری نیازمند کنترل دقیق تکنیک‌های رسوب‌گذاری برای اطمینان از یکنواخت بودن و پایداری لایه‌ها است. روش‌های رایج شامل موارد زیر است:
1.رسوب‌دهی بخار فیزیکی (PVD): فرآیندی که در آن مواد بخار می‌شوند و سپس بر روی یک زیرلایه متراکم می‌شوند و لایه‌های نازک تشکیل می‌دهند. این روش برای ساخت لایه‌های نازک از فلزات، سرامیک‌ها و نیمه‌هادی‌ها استفاده می‌شود.
2.رسوب‌دهی بخار شیمیایی (CVD): در این روش، واکنش شیمیایی گازها منجر به تشکیل لایه‌های نازک روی یک زیرلایه می‌شود. این روش برای ساخت لایه‌های با کیفیت بالا از مواد مختلف مانند گرافن یا نانولوله‌های کربنی استفاده می‌شود.
3.رسوب‌دهی لایه به لایه اتمی (ALD): روشی برای رسوب‌گذاری لایه‌های نازک به‌طور دقیق، یک لایه اتمی در هر بار. این روش به‌ویژه برای ساخت لایه‌های نانومتری دقیق با یکنواختی عالی مفید است.
4.اپیتاکسی مولکولی پرتویی (MBE): روشی بسیار کنترل‌شده برای رشد لایه‌های نازک از نیمه‌هادی‌ها، فلزات و عایق‌ها با استفاده از تابش مولکول‌ها یا اتم‌ها به یک زیرلایه.
این روش‌های رسوب‌گذاری برای اطمینان از رسیدن به ساختار دقیق در مقیاس نانومتری ضروری هستند و به حفظ خواص منحصر به فرد مواد کمک می‌کنند.
خواص مواد چندلایه در مقیاس نانومتری
در مقیاس نانومتری، خواص مواد چندلایه تحت تأثیر چندین عامل قرار می‌گیرد، از جمله ضخامت لایه‌ها، مواد استفاده شده و تعاملات در مرز لایه‌ها. برخی از خواص کلیدی مواد نانومتری چندلایه عبارتند از:
-اثرهای اندازه کوانتومی: زمانی که ضخامت یک لایه به مقیاس نانومتری کاهش می‌یابد، اثرات کوانتومی غالب می‌شوند. این می‌تواند منجر به تغییرات در خواص الکترونیکی مانند شکاف انرژی، جذب نوری و رفتار مغناطیسی شود.
-استحکام و سختی بالا: در برخی موارد، مواد چندلایه نانومتری دارای خواص مکانیکی بهبود یافته‌ای از جمله استحکام و سختی بیشتر هستند که ناشی از تعاملات مرزی میان لایه‌ها است.
-هدایت حرارتی و الکتریکی**: ساختار لایه‌ای می‌تواند منجر به هدایت ناهمسانگرد شود، به‌طوری‌که ماده در جهات مختلف به‌طور متفاوتی رفتار می‌کند. به‌عنوان مثال، برخی مواد چندلایه هدایت الکتریکی بالاتری در طول لایه‌ها دارند، اما در جهت عمود بر لایه‌ها هدایت کمتری دارند.
-خواص مغناطیسی: مواد چندلایه می‌توانند رفتارهای مغناطیسی منحصر به فردی از خود نشان دهند، مانند مقاومت مغناطیسی غول‌پیکر (GMR)، که در آن مقاومت ماده به‌طور قابل توجهی در پاسخ به یک میدان مغناطیسی تغییر می‌کند.
کاربردهای مواد نانومتری چندلایه
1. باتری‌های نسل جدید
یکی از نویدبخش‌ترین کاربردهای مواد چندلایه در مقیاس نانومتری در توسعه باتری‌های نسل جدید، از جمله باتری‌های لیتیوم-یونی (Li-ion) و باتری‌های حالت جامد است. با مهندسی لایه‌های فردی این مواد، می‌توان چگالی انرژی، نرخ‌های شارژ/دشارژ و پایداری کلی باتری‌ها را بهبود بخشید. مواد آند و کاتد چندلایه می‌توانند سطح بیشتری برای واکنش‌های الکتروشیمیایی فراهم کنند که منجر به بهبود عملکرد می‌شود.
برای مثال، در باتری‌های لیتیوم-یونی، ساختارهای چندلایه می‌توانند عمر چرخه‌ای باتری را افزایش دهند، چرا که از تخریب مواد در طول فرآیند شارژ و دشارژ جلوگیری می‌کنند. علاوه بر این، لایه‌های نازک چندلایه می‌توانند در باتری‌های حالت جامد برای بهبود پایداری الکترولیت جامد و جلوگیری از تشکیل دندریت‌ها استفاده شوند که این امر ایمنی و کارایی را بهبود می‌بخشد.
2. حافظه‌های غیر فرار
ساختارهای چندلایه همچنین در توسعه حافظه‌های غیر فرار، مانند حافظه‌های دسترسی تصادفی مغناطیسی (MRAM) و حافظه‌های دسترسی تصادفی مقاومتی (ReRAM) مورد استفاده قرار می‌گیرند. این دستگاه‌های حافظه به لایه‌های چندگانه برای ذخیره اطلاعات در قالب تغییرات مقاومت مغناطیسی یا الکتریکی وابسته هستند که بدون نیاز به برق قابل خواندن هستند.
در دستگاه‌های MRAM، به‌عنوان مثال، ساختارهای مغناطیسی چندلایه برای استفاده از پدیده‌های اسپینترونیک به کار می‌روند، جایی که اسپین الکترون برای ذخیره اطلاعات استفاده می‌شود. مواد چندلایه در این دستگاه‌ها امکان سرعت‌های خواندن/نوشتن بالاتر، چگالی ذخیره‌سازی بیشتر و مصرف انرژی پایین‌تر را در مقایسه با حافظه‌های سنتی نیمه‌هادی فراهم می‌کنند.
3. دستگاه‌های فوتونیکی
مواد چندلایه نانومتری همچنین در توسعه دستگاه‌های فوتونیکی مانند دیودهای ساطع کننده نور (LEDs)، سلول‌های خورشیدی و حسگرها نقش دارند. تعامل میان لایه‌ها می‌تواند برای تقویت جذب، نشر یا بازتاب نور استفاده شود که می‌تواند عملکرد این دستگاه‌ها را بهبود بخشد. به‌عنوان مثال، پوشش‌های چندلایه معمولاً در پوشش‌های ضد انعکاس برای دستگاه‌های نوری استفاده می‌شوند و به بهبود کارایی سلول‌های خورشیدی کمک می‌کنند.
4. محاسبات کوانتومی
مواد چندلایه همچنین جزء کلیدی در توسعه محاسبات کوانتومی هستند. دستکاری حالات کوانتومی در مقیاس نانومتری به شدت به خواص مواد لایه‌ها و مرزهای آنها وابسته است. نقاط کوانتومی چندلایه، به‌عنوان مثال، برای حبس الکترون‌ها به‌گونه‌ای که امکان دستکاری حالات کوانتومی آنها فراهم شود، استفاده می‌شوند که برای ساخت بیت‌های کوانتومی (کیوبیت‌ها) ضروری است.
چالش‌ها و جهت‌گیری‌های آینده
در حالی که پتانسیل مواد چندلایه در مقیاس نانومتری وسیع است، چندین چالش در توسعه و تجاری‌سازی آنها باقی‌مانده است. مسائلی مانند مقیاس‌پذیری تکنیک‌های ساخت، پایداری ساختارهای چندلایه در طول زمان و ادغام این مواد در تکنولوژی‌های موجود، موانع قابل توجهی به شمار می‌روند. با این حال، با پیشرفت‌های مداوم در تکنیک‌های نانوساخت و ادامه بررسی مواد جدید، آینده مواد نانومتری چندلایه امیدوارکننده به نظر می‌رسد.
نتیجه‌گیری
مواد با ساختار چندلایه در مقیاس نانومتری یک مرز هیجان‌انگیز در علم مواد را نمایان می‌کنند که خواص بهبود یافته و کاربردهای جدیدی را در زمینه‌های ذخیره انرژی، دستگاه‌های حافظه، فوتونیک و محاسبات کوانتومی ارائه می‌دهند. تحقیق و توسعه مداوم در زمینه ساخت، شبیه‌سازی و کاربرد این مواد احتمالاً منجر به پیشرفت‌های بیشتری در تکنولوژی خواهد شد و نسل جدیدی از دستگاه‌های پیشرفته را ممکن می‌سازد.